# Drassyllus alachua
Drassyllus alachua Platnick & Shadab, 1982 è un ragno appartenente alla famiglia Gnaphosidae.

## Etimologia
Il nome proprio deriva dalla contea statunitense di rinvenimento degli esemplari: la contea di Alachua, in Florida

## Caratteristiche
Fa parte del frigidus-group di questo genere e ha notevoli somiglianze con D. durango e D. huachuca; ne differisce per la parte mediana dell'epigino di forma quasi rettangolare
Gli olotipi maschili rinvenuti hanno lunghezza totale è di 4,39mm e 4,64mm; la lunghezza del cefalotorace è di 2,17mm e 2,23mm; e la larghezza è di 1,69mm e 1,72

## Distribuzione
La specie è stata reperita in Florida: in un bosco di cerri nei pressi di Gainesville

## Tassonomia
Al 2015 non sono note sottospecie e dal 1982 non sono stati esaminati nuovi esemplari